# Сумана Сакко
Сумана Сакко (23 грудня 1950) — малійський політик і економіст. Сакко обіймав посаду прем'єр-міністра з 9 квітня 1991 по 9 червня 1992 рр. Під час першого і перехідного президентства Амаду Тумані Туре.

## Життєпис
У червні 1967 року Сакко отримав диплом диплому в Ланге Франсуаз (DELF) від Центру експертизи Мопті, а в червні 1970 року — бакалавра з ліцею Аскіа Мохамеда в Бамако. Він також має ступінь бакалавра з планування управління проектами в Національній школі адміністрації (ENA) та магістра та доктора наук у галузі економічного розвитку Піттсбурзького університету. Він також відвідував навчальні курси та семінари у Західнонімецькому фонді міжнародного розвитку (DSE), Інституті економічного розвитку Світового банку та Генеральній бухгалтерії Конгресу Сполучених Штатів.
Сакко обіймав різні посади, в тому числі в уряді Малі. Він був міністром фінансів та торгівлі з 1986 по 1987 рік. Він став першим малійцем, який пішов у відставку з уряду в 1987 році, після справи про торгівлю золотом за участю Першої леді Малі.
З 9 квітня 1991 по 9 червня 1992 рр. — Прем'єр-міністр Малі.
Поза урядом Малі працював також старшим економістом Програми розвитку ООН (ПРООН) та виконавчим секретарем Африканського фонду розвитку потенціалу (ACBF).